# Avstrijska rokometna reprezentanca
Avstrijska rokometna reprezentanca je selekcija Rokometne zveze Avstrije (Österreichischer Handballbund), ki zastopa Avstrijo na mednarodni ravni. Selektor reprezentance je Dagur Sigurðsson, kapetan pa Viktor Szilágyi.

## Igralci

### Postava na EP 2010
| Št.      | Ime in priimek     | Letnik rojstva | Višina (cm) | Klub                     |          |          |          |          |
| Vratarja | Vratarja           | Vratarja       | Vratarja    | Vratarja                 | Vratarja | Vratarja | Vratarja | Vratarja |
| -------- | ------------------ | -------------- | ----------- | ------------------------ | -------- | -------- | -------- | -------- |
| 1        | Thomas Bauer       | 1986           | 189         | TV Korschenbroich        |          |          |          |          |
| 12       | Nikola Marinović   | 1976           | 198         | HBW Balingen-Weilstetten |          |          |          |          |
| Igralci  |                    |                |             |                          |          |          |          |          |
| 3        | Patrick Fölser     | 1976           | 193         | HSG Düsseldorf           |          |          |          |          |
| 5        | Vytautas Ziura     | 1979           | 188         | Viborg HK                |          |          |          |          |
| 7        | Robert Weber       | 1985           | 179         | SC Magdeburg             |          |          |          |          |
| 9        | Martin Abadir      | 1981           | 196         | AON Fivers Margareten    |          |          |          |          |
| 10       | Lucas Mayer        | 1983           | 185         | A1 Bregenz               |          |          |          |          |
| 11       | Michael Knauth     | 1983           | 180         | Alpla HC Hard            |          |          |          |          |
| 13       | Matthias Günther   | 1976           | 190         | A1 Bregenz               |          |          |          |          |
| 14       | Viktor Szilagyi    | 1978           | 196         | VfL Gummersbach          |          |          |          |          |
| 17       | Konrad Wilczynski  | 1982           | 180         | Füchse Berlin            |          |          |          |          |
| 20       | Bernd Friede       | 1980           | 191         | TSV St. Otmar St. Gallen |          |          |          |          |
| 21       | Roland Schlinger   | 1982           | 191         | A1 Bregenz               |          |          |          |          |
| 22       | Markus Wagesreiter | 1982           | 197         | HBW Balingen-Weilstetten |          |          |          |          |
| 25       | Mare Hojc          | 1982           | 185         | HBW Balingen-Weilstetten |          |          |          |          |

* Ažurirano: 19. januar 2010

## Uvrstitve na velikih tekmovanjih
Avstrijska rokometna reprezentanca je na mednarodnih turnirjih prvič nastopila na Olimpijskih igrah v Berlinu leta 1936. Največji uspeh sta srebrni medalji s teh Olimpijskih iger in s svetovnega prvenstva v Nemčiji leta 1938.
| Leto | Olimpijske igre | Svetovna prvenstva | Evropska prvenstva |
| ---- | --------------- | ------------------ | ------------------ |
| 1936 | srebro          |                    |                    |
| 1938 |                 | srebro             |                    |
| 1954 |                 | brez nastopa       |                    |
| 1958 |                 | 11.                |                    |
| 1961 |                 | brez nastopa       |                    |
| 1964 |                 | brez nastopa       |                    |
| 1967 |                 | brez nastopa       |                    |
| 1970 |                 | brez nastopa       |                    |
| 1972 | brez nastopa    |                    |                    |
| 1974 |                 | brez nastopa       |                    |
| 1976 | brez nastopa    |                    |                    |
| 1978 |                 | brez nastopa       |                    |
| 1980 | brez nastopa    |                    |                    |
| 1982 |                 | brez nastopa       |                    |
| 1984 | brez nastopa    |                    |                    |
| 1986 |                 | brez nastopa       |                    |
| 1988 | brez nastopa    |                    |                    |
| 1990 |                 | brez nastopa       |                    |
| 1992 | brez nastopa    |                    |                    |
| 1993 |                 | 14.                |                    |
| 1994 |                 |                    | brez nastopa       |
| 1995 |                 | brez nastopa       |                    |
| 1996 | brez nastopa    |                    | brez nastopa       |
| 1997 |                 | brez nastopa       |                    |
| 1998 |                 |                    | brez nastopa       |
| 1999 |                 | brez nastopa       |                    |
| 2000 | brez nastopa    |                    | brez nastopa       |
| 2001 |                 | brez nastopa       |                    |
| 2002 |                 |                    | brez nastopa       |
| 2003 |                 | brez nastopa       |                    |
| 2004 | brez nastopa    |                    | brez nastopa       |
| 2005 |                 | brez nastopa       |                    |
| 2006 |                 |                    | brez nastopa       |
| 2007 |                 | brez nastopa       |                    |
| 2008 | brez nastopa    |                    | brez nastopa       |
| 2009 |                 | brez nastopa       |                    |